# Ganoblemmus rhodocephalus
Ganoblemmus rhodocephalus är en insektsart som beskrevs av Andrej Vasiljevitj Gorochov 1996. Ganoblemmus rhodocephalus ingår i släktet Ganoblemmus och familjen syrsor. Inga underarter finns listade i Catalogue of Life.